# Rodrigo Rojas
Juan Rodrigo Rojas Ovelar (Fernando de la Mora, 9 de abril de 1988) é um futebolista paraguaio que atua como volante. Defende atualmente o Olimpia.